# For the Defense
For the Defense ist ein US-amerikanischer Spielfilm mit dem Leinwandpaar William Powell und Kay Francis unter der Regie von John Cromwell. Der Film basiert lose auf der Karriere des damals bekannten Strafverteidigers William J. Fallon, auch bekannt als „The Great Mouthpiece“.

## Handlung
William Foster ist ein erfolgreicher Strafverteidiger. Er hat seit einiger Zeit eine heftige Affäre mit der bekannten Schauspielerin Irene Manners. Während Irene gerne heiraten möchten, weigert sich William hartnäckig, ihr einen Antrag zu machen. Um ihren Liebhaber eifersüchtig zu machen, plant Irene eine kleine Intrige, bei der sie sich der Hilfe von Defoe versichert, einem reichen Playboy. Der Versuch geht jedoch schief und am Ende verursacht Irene einen Verkehrsunfall, bei dem ein Passant getötet wird. Defoe nimmt die Schuld auf sich und obwohl ihn William Foster verteidigt, droht das Verfahren mit der Verurteilung von Defoe zu enden. Unmittelbar vor der Beratung der Geschworenen erfährt Foster, dass in Wirklichkeit Irene die Schuldige ist. Er verliert die Nerven und versucht, einen der Geschworenen zu erpressen. Der Bezirksstaatsanwalt enthüllt die ganze Angelegenheit, in deren weiteren Verlauf Foster wegen versuchter Bestechung verurteilt wird. Irene verspricht, auf William zu warten.

## Hintergrund
Kay Francis, die seit 1929 bei Paramount unter Vertrag stand, war zunächst nur in Nebenrollen als Vamp oder amoralische Frau der besseren Gesellschaft zu sehen. Trotz ihrer meist nur kurzen Auftritt wurde sie bei den weiblichen Zuschauern populär, nicht zuletzt dank ihrer Fähigkeit, auch in aufwühlenden emotionalen Momenten Ruhe und Selbstherrschung auszustrahlen. Dazu kam die Fähigkeit von Francis, selbst extravagante Garderobe mit Natürlichkeit zu präsentieren. Es war David O. Selznick, der entdeckte, dass Kay Francis auch eine Hauptrolle tragen konnte. Er brachte sie erstmals in Street of Chance mit William Powell auf die Leinwand, einem Schauspieler, dessen Karriere sich mit dem Aufkommen des Tonfilms nicht in der gewünschten Weise entwickelte. Der Film war ein überraschender kommerzieller Erfolg und Selznick plante, aus den beiden ein Leinwandpaar zu machen. For the Defense wurde in nur 17 Tagen abgedreht und erwies sich an der Kinokasse als erfolgreich. Die offene Schilderung der Beziehung zwischen William und Irene, die ohne Trauschein eine Beziehung haben, war typisch für die eher laxe Befolgung der Zensurvorschriften vor dem Inkrafttreten des Production Code Mitte 1934.
Der Film basiert auf einigen Geschehnissen im Leben des damals bekannten Strafverteidigers William J. Fallon, auch The Great Mouthpiece genannt. Zu seinen Mandanten gehörten viele Prominente der Zeit sowie etliche Angehörige des organisierten Verbrechens. Einer seiner Mandanten war der Berufsspieler Arnold Rothstein, dessen Leben in vagen Zügen den Film Street of Chance inspiriert hatte. 1924 beendete ein Skandal um den Verdacht der Beeinflussung von Geschworenen seine Karriere, auf dessen Höhepunkt sich Fallon eine erbitterte gerichtliche Auseinandersetzung mit dem Medienmogul William Randolph Hearst lieferte. Der Film war einer der ersten Produktionen, die sich mit den teilweise umstrittenen Methoden von Staranwälten befassten, deren juristische Winkelzüge oft zu Freisprüchen auch bei eindeutiger Beweislage führten.

## Kritik
Im Hollywood Daily Citizen wurde besonders Kay Francis sehr gelobt.

„Kay Francis ist interessant und abwechslunsgreich in ihrer Darstellung einer Schauspielerin.“

Die Los Angeles Illustrated News fanden sehr zuvorkommende Worte für den weiblichen Star:

„Miss Francis, noch gut in Erinnerung für ihre effektvolle Arbeit in ‚Street of Chance‘ […] macht erneut einen guten Eindruck.“

Die New York Times war ebenfalls angetan von dem Film und seinen Darstellern:

„"For the Defense " […] ist im Grunde ein New-York Film […] mit einer tagesaktuellen Handlung und guten Schauspielern, der viel besser als die meisten anderen Filme ist, die versuchen, das wahre Leben zu zeigen. Mr. Powell ist gut in der Rolle, ebenso wie Kay Francis als die Mandantin im Fall.“